# Kameralamt Herrenberg
Das Kameralamt Herrenberg war eine Einrichtung des Königreichs Württemberg, die im Amtsbezirk Besitz und Einkommen des Staates verwaltete. Es bestand von 1806 bis 1813 und von 1895 bis 1922 in Herrenberg. Das Kameralamt wurde im Rahmen der Neuordnung der Staatsfinanzverwaltung im Königreich Württemberg geschaffen. 

## Geschichte
Das Kameralamt Herrenberg entstand im Jahr 1895 wieder durch die Verlegung des Kameralamts Reutin nach Herrenberg. Dem Kameralamt Herrenberg wurden 1895 vom Kameralamt Tübingen folgende Gemeinden zugewiesen: Altingen, Breitenholz, Entringen, Kayh, Mönchberg, Oberndorf, Pfäffingen, Poltringen, Reusten und Unterjesingen. 
Außer dem Kameralamt Herrenberg bestand von 1818 bis etwa 1866/69 noch ein Hofkameralamt Herrenberg.